# Selvangivelse
 Denne artikel omhandler overvejende eller alene danske forhold. Hjælp gerne med at gøre artiklen mere almen.
Selvangivelsen er en årlig opgørelse over indkomst, fradrag og lignende, som en skattepligtig person skal indsende til SKAT. Selvangivelsen foregår i dag elektronisk, og SKAT modtager automatisk oplysninger fra arbejdsgivere, banker, A-kasser, velgørende organisationer mv., således at den skattepligtige blot skal udfylde manglende tal, og i mange tilfælde slet ikke behøver angive noget.
Selvangivelsen har pendanter i mange landes skattesystemer.
Opgørelsen danner udgangspunkt for skatteberegningen.
| Økonomi | Spire Denne artikel om økonomi er en spire som bør udbygges. Du er velkommen til at hjælpe Wikipedia ved at udvide den. |